# Schatzkammer (Münchner Residenz)
A Schatzkammer a bajor uralkodók müncheni palotaegyüttese, a Münchner Residenz kincstára, a bajor hercegek, választófejedelmek és királyok egy évezred alatt összegyűjtött, legjobban őrzött kincseinek bemutatóhelye. A gyűjteményben a 21. század elején összesen több mint 1200 ékszer, aranytárgy, zománcból, kristályból és elefántcsontból készült műalkotás található. A legrégebbi tárgyai között szerepel a Gizella magyar királynéhez köthető díszes kereszt, az újabbak közül kiemelkedik a bajor királyok 19. századi koronája, illetve más koronaékszerei.

## Története
A kincstárat V. Albert bajor herceg alapította végrendeletileg 1565-ben azzal, hogy a Wittelsbach-ház tulajdonában álló örökletes és dinasztikus ékszereket együtt, elidegeníthetetlenül kell őrizni.  Az alapító utódai, V. Vilmos bajor herceg, I. Miksa bajor választófejedelem és a többiek rendszeresen bővítették a kincstár állományát. Károly Tivadar pfalzi és bajor választófejedelem a 18. században a pfalzi kincseket is Münchenbe hozta. 1803-ban a szekularizáció, az egyházi javak elkobzása révén is számos középkori kinccsel szaporodott az állomány. 1805-ben, a Bajor Királyság létrejöttével az új királyi koronát és más koronaékszereket is e kincstárban helyezték el.
A kincstár 1731-ben egy erre a célra kialakított teremben kapott helyet az Ősök galériája mellett (ma itt a porcelángyűjtemény látható). 1897-ben a gyűjteményt egy másik teremben helyezték el, aminek a neve később Alte Schatzkammer lett, és megnyitották a nagyközönség számára is. Ma itt a múzeum fogadóhelyisége, pénztára van.
A világi kincstár mellett a korai 17. századtól a Münchner Residenz udvari kápolnájában őriztek számos rendkívül értékes liturgikus kegytárgyat, relikviát, ereklyetartót is, főleg V. Vilmos és I. Miksa szerzeményeiből.  Ezek egy részét 1958-ban szintén a kincstárhoz csatolták.
A kincstár mai formájában 1958. június 21-én nyílt meg a Königsbau épületrész földszintjén, a Residenzmuseum első szakaszának kialakításával egy időben. Az építmény tulajdonképpen egy különlegesen biztonságos páncélterem, ami belül tíz helyiségre oszlik. Ezekben időrendben, illetve anyaguk és stílusuk szerint csoportosítva mutatják be a bajor uralkodók csaknem ezer év alatt felhalmozott értékeit.

## A legidősebb kincsek terme
Az első teremben, a legősibb kincsek között látható a Gizella-kereszt, amit Gizella magyar királyné adományozott 1006-ban a regensburgi Niedermünster kolostornak  édesanyja, Burgundi Gizella emlékére. Számos fontos tárgy pontos története nem ismert, mint például a Luxemburgi Kunigunda német-római császárnénak tulajdonított koronáé a 11. századból.

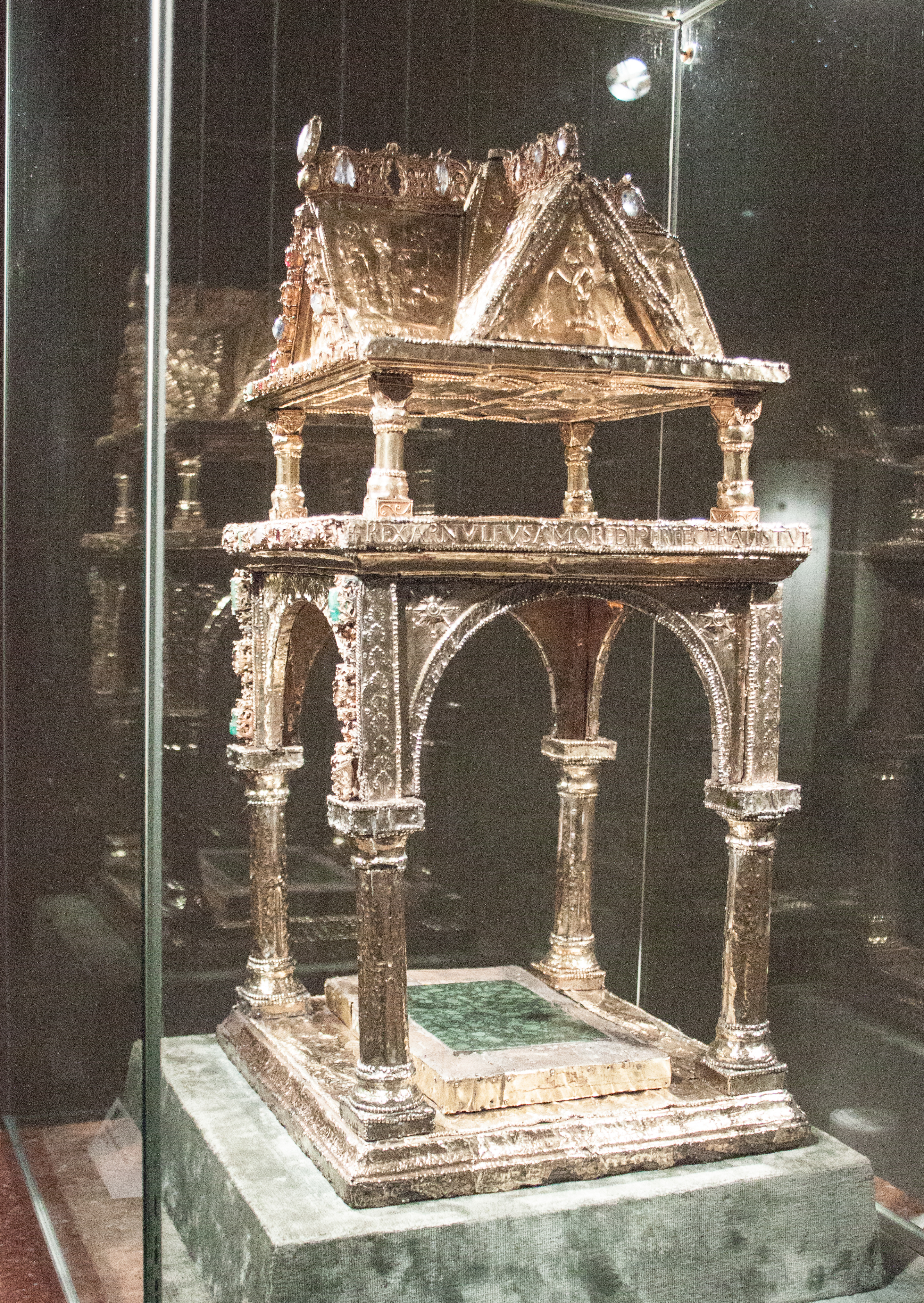
Arnulf karintiai frank király altarciboriuma a 9. századból
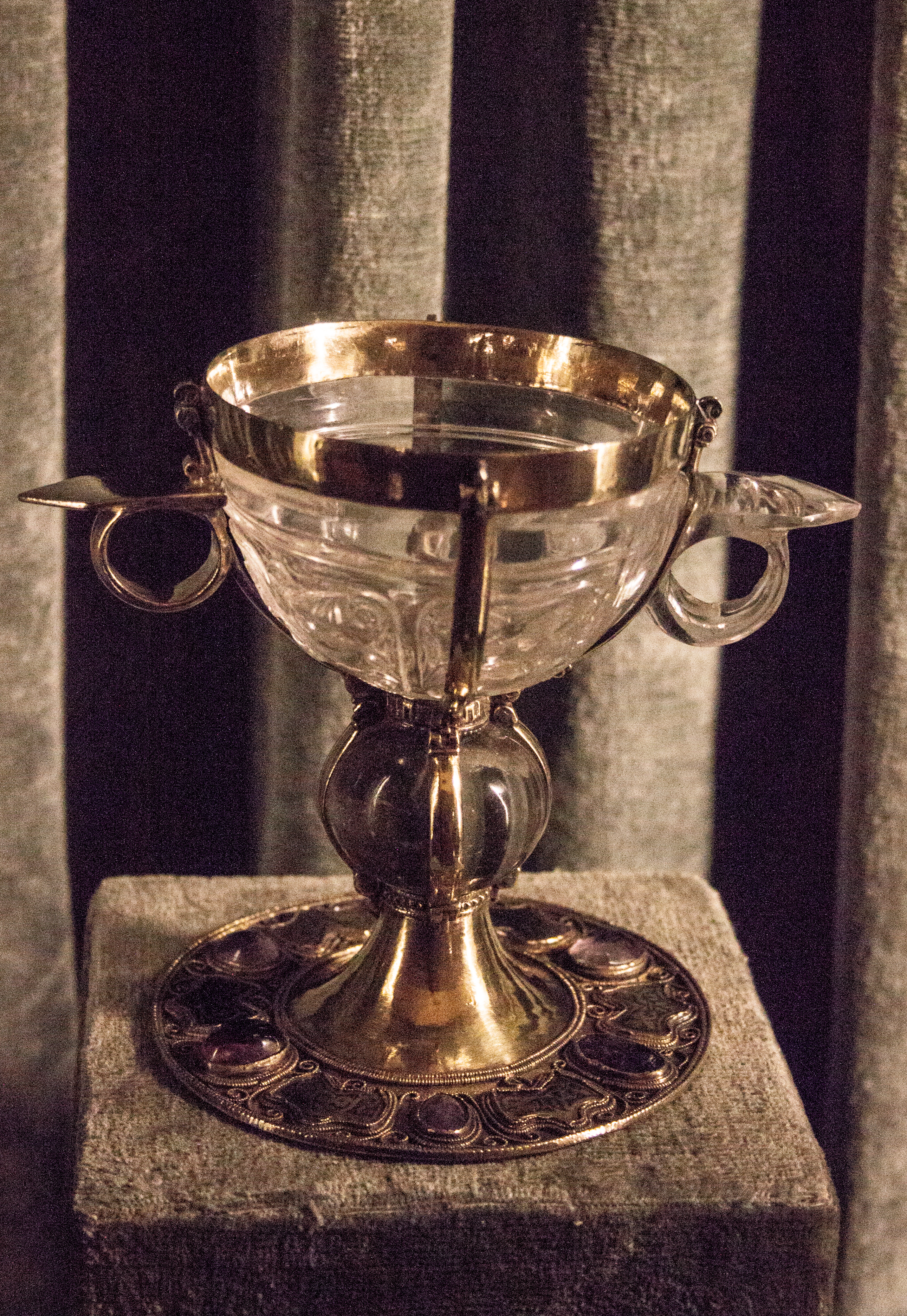
Az úgynevezett Henrik-kehely, 1000 körüli iszlám munka, a foglalat 12. századi
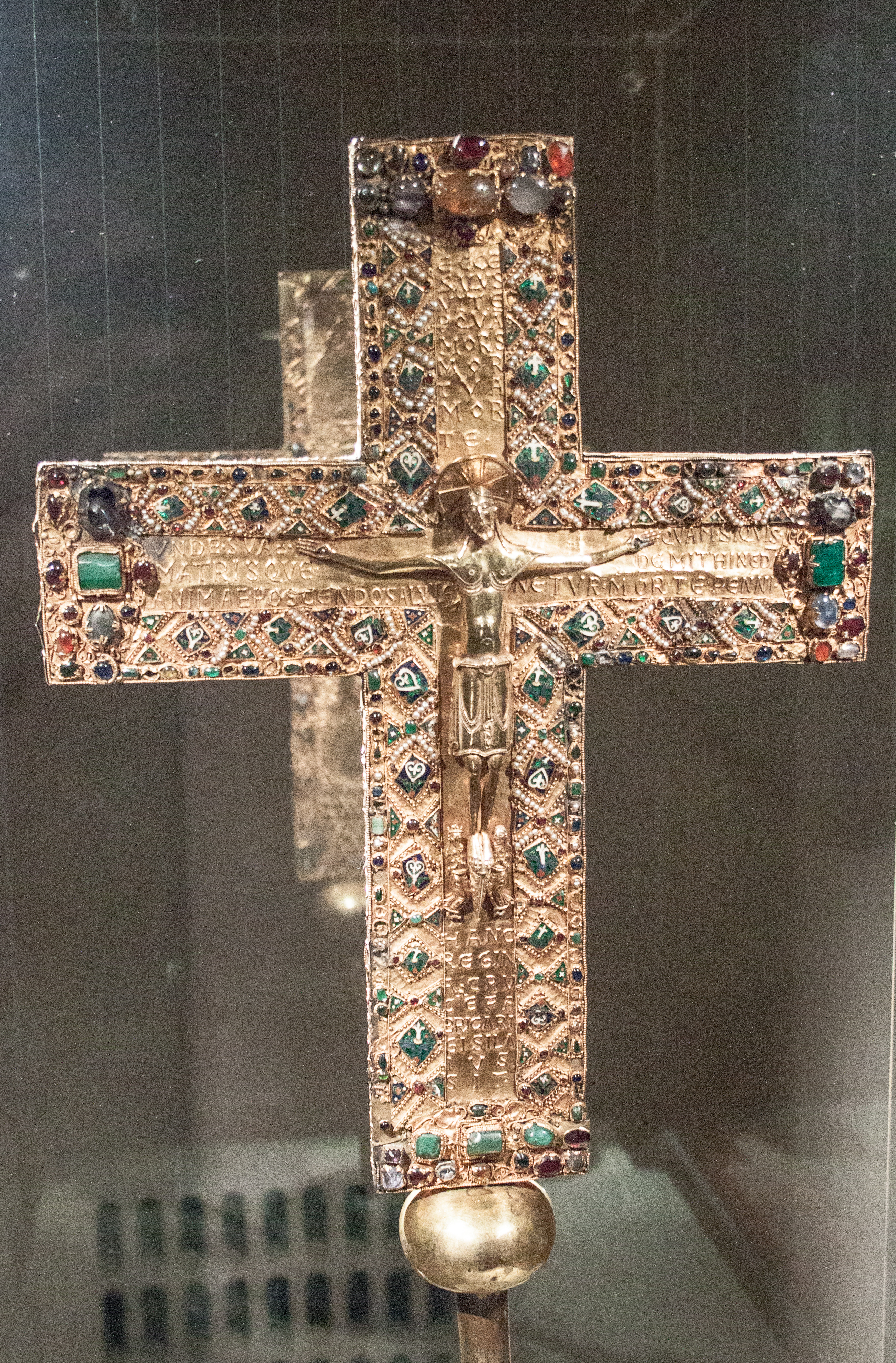
A Gizella-kereszt, 1006
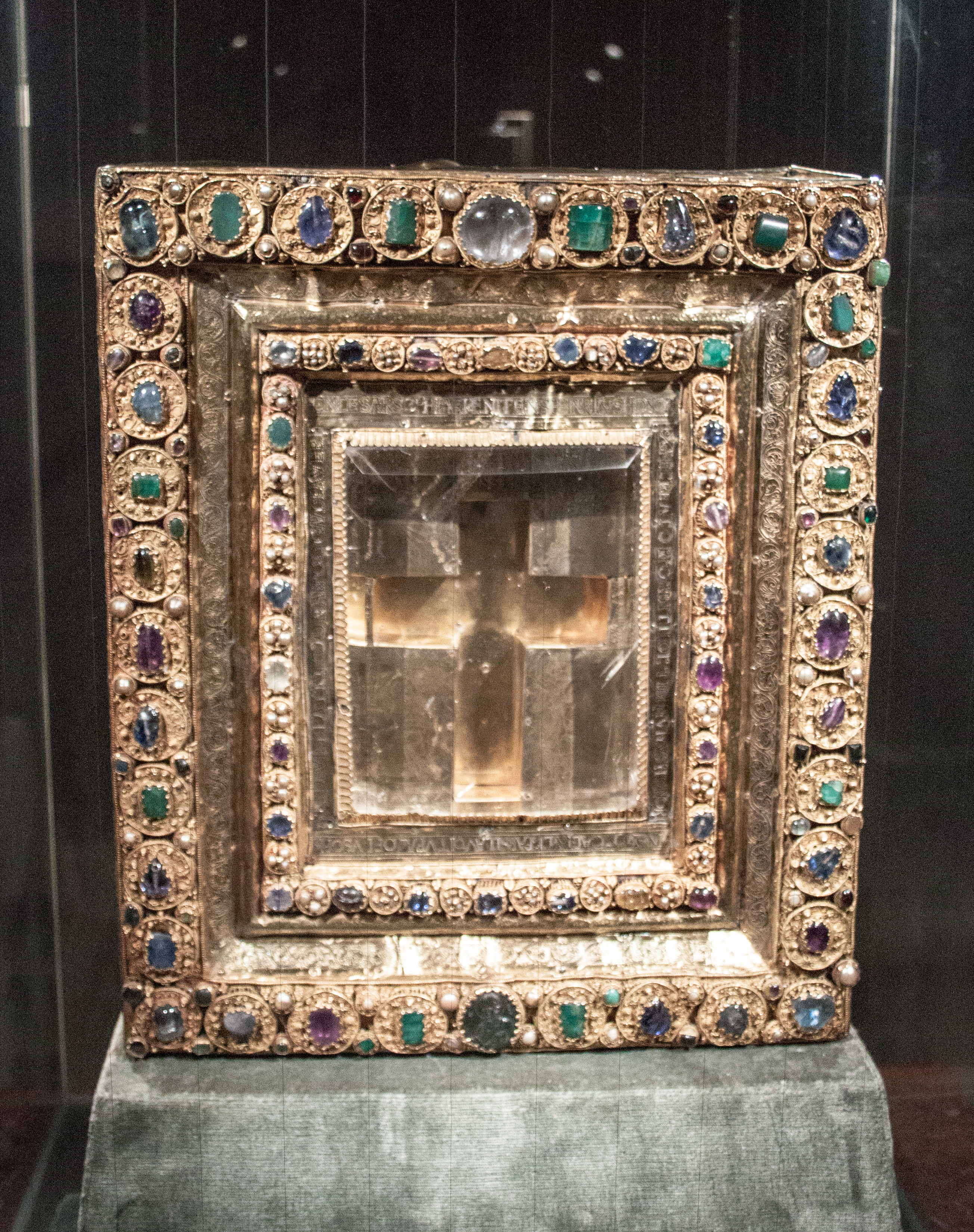
II. Henrik keresztereklye-tartója 1014-1024

## A Bajor Királyság koronaékszerei

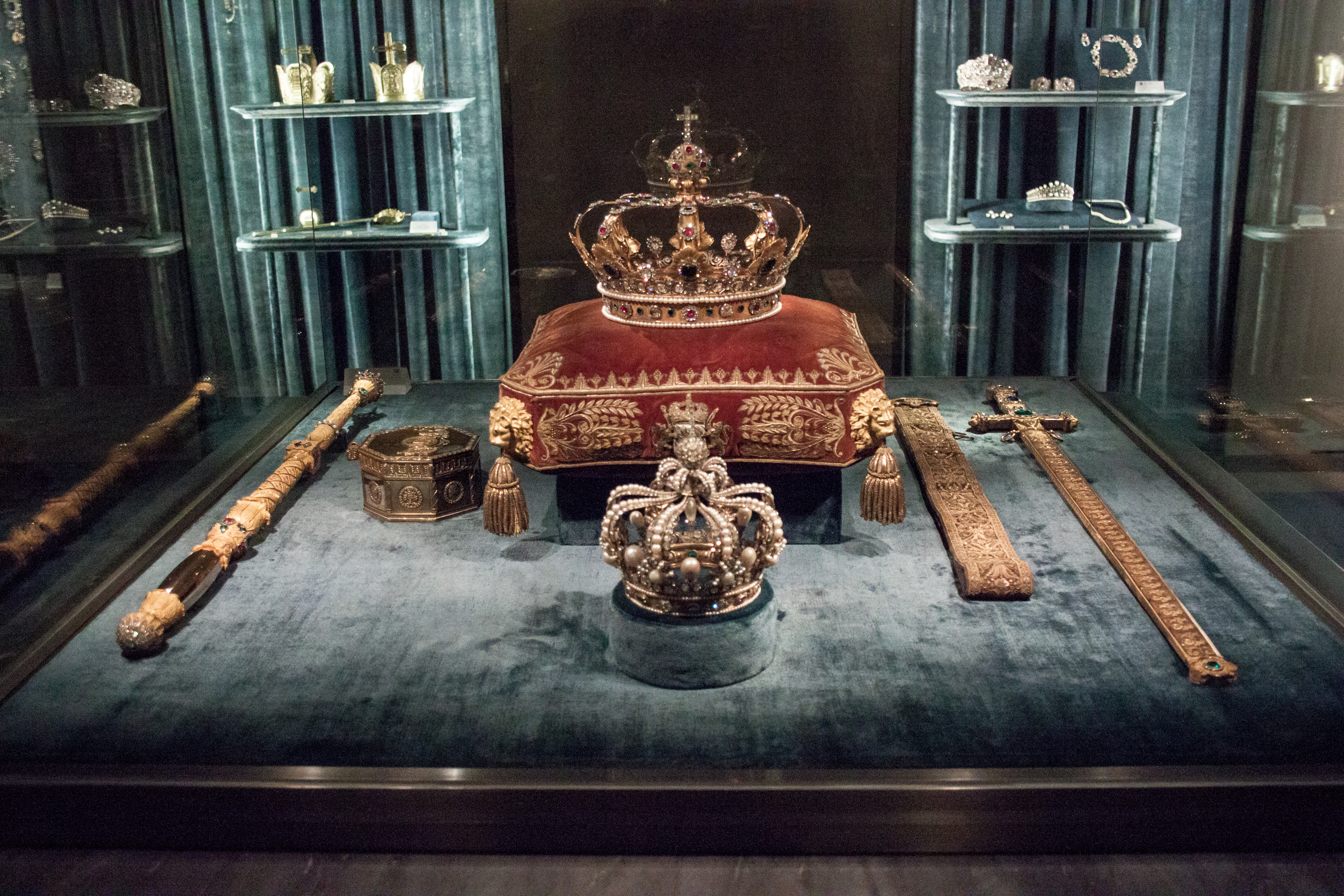
Az 1805-ben alapított Bajor Királyság koronája és további koronaékszerei
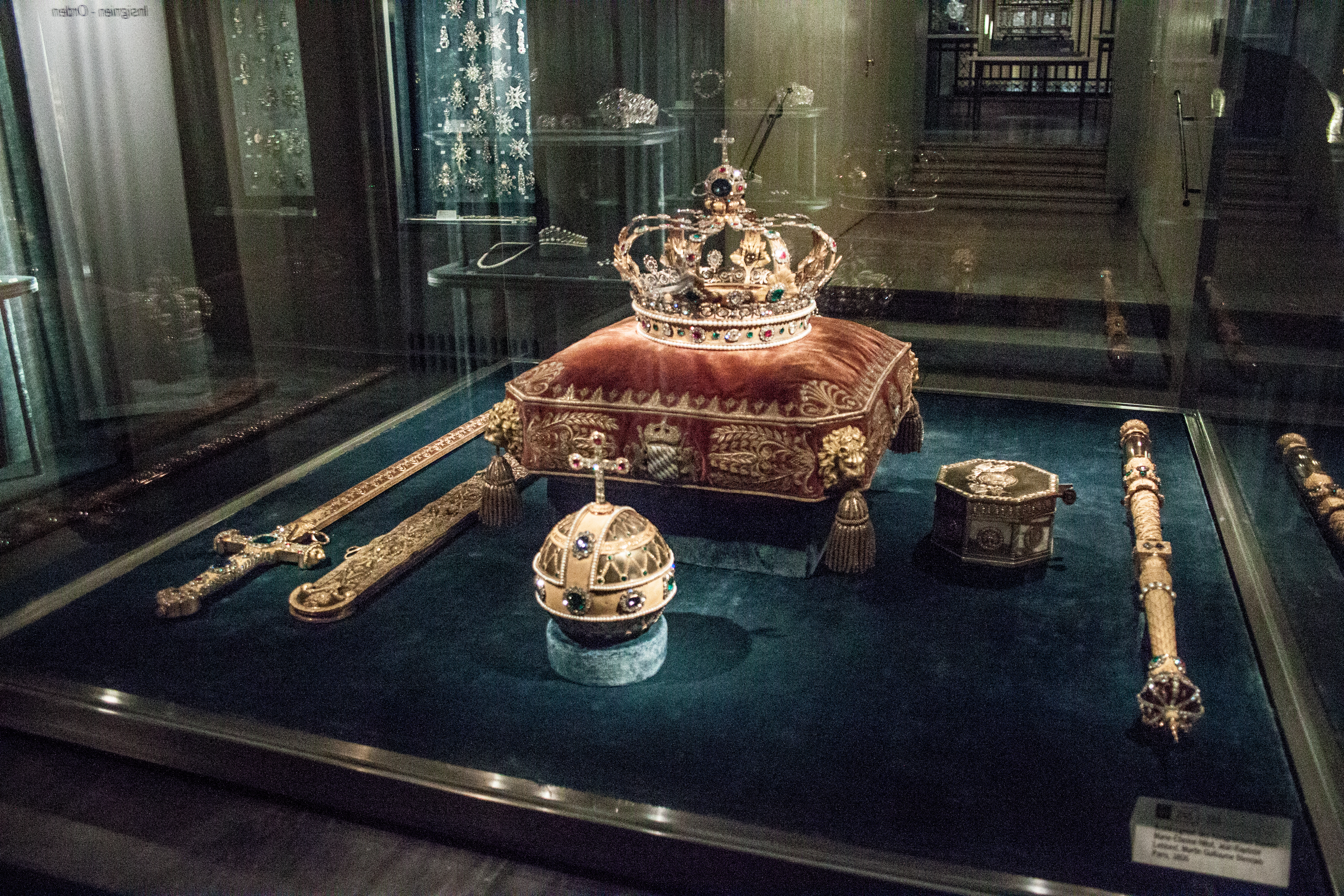
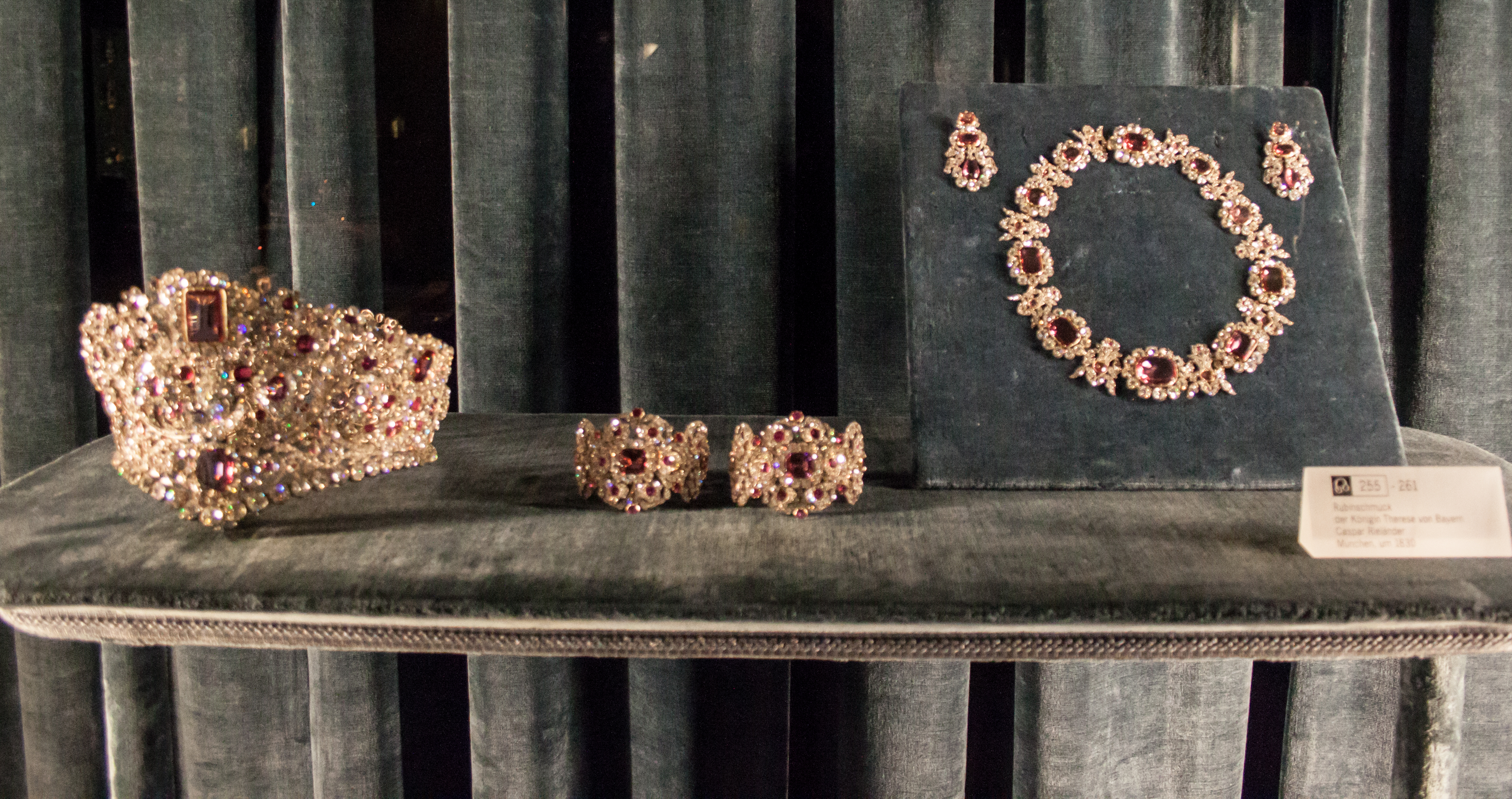
Terézia bajor királyné rubinékszer-kollekciója (1830)